# Ursus (Automarke)
Ursus war eine französische Automarke.

## Unternehmensgeschichte
Das Unternehmen G. Menegault-Basset aus Arcueil begann 1908 mit der Produktion von Automobilen, die als Ursus vermarktet wurden. Im gleichen Jahr endete die Produktion bereits wieder.

## Fahrzeuge
Das einzige Modell 8 CV war ein Kleinwagen. Für den Antrieb sorgte ein Einzylindermotor. Besonderheit war das Friktions- bzw. Reibradgetriebe. Die Karosserie bot Platz für zwei Personen.